# Mangora mobilis
Mangora mobilis är en spindelart som först beskrevs av O. Pickard-Cambridge 1889.  Mangora mobilis ingår i släktet Mangora och familjen hjulspindlar. Inga underarter finns listade i Catalogue of Life.